# Уйкув-Новий
Уйкув-Новий (пол. Ujków Nowy) — село в Польщі, у гміні Болеслав Олькуського повіту Малопольського воєводства.
Населення — 1052 особи (2011).
У 1975-1998 роках село належало до Катовицького воєводства.

## Демографія
Демографічна структура станом на 31 березня 2011 року:
|          | Загалом | Допрацездатний вік | Працездатний вік | Постпрацездатний вік |
| -------- | ------- | ------------------ | ---------------- | -------------------- |
| Чоловіки | 496     | 105                | 329              | 62                   |
| Жінки    | 556     | 102                | 340              | 114                  |
| Разом    | 1052    | 207                | 669              | 176                  |